# 모리야가
모리야가(싱할라어: මොරියා0 වංශය)는 455년부터 691년까지 아누라다푸라 왕국을 지배한 타밀계 왕가이다.

## 역대 모리야 왕조 군주 목록
1. 다투세나
2. 카샤파 1세
3. 목갈라나 1세
4. 쿠마라 다투세나
5. 키티세나
6. 시바 2세
7. 우파티사 2세
8. 실라칼라 암보사마네라
9. 다타파부티
10. 목갈라나 2세
11. 키티시리 메가바나
12. 마하 나가
13. 아가보디 1세
14. 아가보디 2세
15. 상가 티사 2세
16. 목갈라나 3세
17. 실라메가바나
18. 아가보디 3세
19. 제타 티사 3세
20. 아가보디 3세 (복위)
21. 다토파 티사 1세
22. 카샤파 2세
23. 다풀라 1세
24. 다토파 티사 2세
25. 아가보디 4세
26. 우나나가라 하타다타